# Carsten Eskelund
Carsten Eskelund (født i 7. august 1976 i København) er en dansk standupkomiker.

## Karriere
Carsten Eskelund debuterede som komiker i 2000, hvor han fik andenpladsen i DM i stand-up-comedy.
I 2002 var han vært på Den Ægte Vare som var et comedyshow der turnerede i hele Danmark. De andre medvirkende er Anders ”Anden” Matthesen, Geo, Jacob Tingleff, Mick Øgendahl og Rune Klan.
Siden 2003 har han været med på adskillige klubturneer for det danske comedybureau FBI.
Carsten Eskelund har været radiovært på Radio 100 FM.
Han har medvirket i Stand-up.dk i 2002, 2005 (som vært) og 2007. Han har desuden medvirket i Talegaver til børn i 2003-2008. Efterfølgende har han medvirket i Comedy Aid i 2009, 2010 og 2014.
Han har også skrevet materiale til Parlamentet på TV3 og programmet TarTar med Rune Klan på TV 2. Han var også med til at udvikle programmet Zulu Bingo. Han har også deltaget i Gustne Gensyn med Jonatan Spang i 2006 og Brian Mørk Show med Brian Mørk fra 2011.
Eskelund var også vært på det QI-lignende DR-program Quiz i en hornlygte. Det første program havde premiere d. 28. marts 2012 og der blev sendt 18 afsnit.
Sammen med kollegaen Michael Christiansen laver Eskelund en slags comedy café-quiz der hedder "Den Hvide Lektie".
Han optrådte til Zulu Comedy Galla i 2012 og havde efterfølgende premiere på sit første one man show kaldet Sådan én man selv griner af, og han har desuden bidraget med materiale til TV 2 Zulus program Dybvaaaaad! med Tobias Dybvad.
Under coronapandemien rejste han i foråret rundt i landet sammen med Jan Gintberg i programmet Spritnyt - med Gintberg og Eskelund på DR, hvor de kiggede på opfindelser og gode ideer. Det blev fulgt op samme efterår medprogrammet Gintberg, Eskelund og Den dybe Tallerken, hvor de tog udgangspunkt i store danske opfindere som Jacob Ellehammer og August Krogh og så på andre opfindelser i lokalområdet.
Han medvirkede i 2024 i ottende sæson af TV 2s underholdningsprogram Stormester.

## Filmografi

### Standup show
- 2002 Den Ægte Vare
- 2003 Talegaver til børn
- 2004 Talegaver til børn
- 2005 Talegaver til børn
- 2006 Talegaver til børn
- 2007 Talegaver til børn
- 2008 Talegaver til børn
- 2009 Comedy Aid
- 2010 Comedy Aid
- 2012 Zulu Comedy Galla
- 2012 Sådan én man selv griner af
- 2014 Comedy Aid

### Tv-programmer
- 2002 Stand-up.dk
- 2005 Stand-up.dk
- 2006 Gustne Gensyn
- 2011 Brian Mørk Show
- 2012 Quiz i en hornlygte
- 2020 Spritnyt - med Gintberg og Eskelund
- 2020 Gintberg, Eskelund og Den dybe Tallerken
- 2024 stormester